# Bundesliga de 2007–08
A Bundesliga de 2007–08 foi a 45.ª edição do Campeonato Alemão de Futebol, que iniciou em 10 de Agosto de 2007, no jogo entre o campeão da temporada anterior o VfB Stuttgart e o atual vice-campeão, o FC Schalke 04, e terminou no dia 17 de Maio de 2008.

## Classificação
|     | Clube                 | J  | V  | E  | D  | GP | GC | Saldo | Pontos |
| --- | --------------------- | -- | -- | -- | -- | -- | -- | ----- | ------ |
| 1.  | FC Bayern München (C) | 34 | 22 | 10 | 2  | 68 | 21 | +47   | 76     |
| 2.  | Werder Bremen         | 34 | 20 | 6  | 8  | 75 | 45 | +30   | 66     |
| 3.  | FC Schalke 04         | 34 | 18 | 10 | 6  | 55 | 32 | +23   | 64     |
| 4.  | Hamburger SV          | 34 | 14 | 12 | 8  | 47 | 26 | +21   | 54     |
| 5.  | VfL Wolfsburg         | 34 | 15 | 9  | 10 | 58 | 46 | +12   | 54     |
| 6.  | VfB Stuttgart         | 34 | 16 | 4  | 14 | 57 | 57 | 0     | 52     |
| 7.  | Bayer Leverkusen      | 34 | 15 | 6  | 13 | 57 | 40 | +17   | 51     |
| 8.  | Hannover 96           | 34 | 13 | 10 | 11 | 54 | 56 | -2    | 49     |
| 9.  | Eintracht Frankfurt   | 34 | 12 | 10 | 12 | 43 | 50 | -7    | 46     |
| 10. | Hertha BSC            | 34 | 12 | 8  | 14 | 39 | 44 | -5    | 44     |
| 11. | Karlsruher SC         | 34 | 11 | 10 | 13 | 38 | 53 | -15   | 43     |
| 12. | VfL Bochum            | 34 | 10 | 11 | 13 | 48 | 54 | -6    | 41     |
| 13. | Borussia Dortmund     | 34 | 10 | 10 | 14 | 50 | 62 | -12   | 40     |
| 14. | Energie Cottbus       | 34 | 9  | 9  | 16 | 35 | 56 | -21   | 36     |
| 15. | Arminia Bielefeld     | 34 | 8  | 10 | 16 | 35 | 60 | -25   | 34     |
| 16. | 1. FC Nürnberg (R)    | 34 | 7  | 10 | 17 | 35 | 51 | -16   | 31     |
| 17. | Hansa Rostock (R)     | 34 | 8  | 6  | 20 | 30 | 52 | -22   | 30     |
| 18. | MSV Duisburg (R)      | 34 | 8  | 5  | 21 | 36 | 55 | -19   | 29     |

Legenda
|  | Campeão e Classificado para a Liga dos Campeões da UEFA          |
|  | Classificado para a Liga dos Campeões da UEFA                    |
|  | Classificado para a 3ª eliminatória da Liga dos Campeões da UEFA |
|  | Classificado para a Copa da UEFA                                 |
|  | Classificado para a Copa Intertoto da UEFA                       |
|  | Rebaixado para a 2. Bundesliga                                   |

## Premiação
| 1. Fußball-Bundesliga 2007-2008        |
| Baviera                                |
| -------------------------------------- |
| FC BAYERN MÜNCHEN Campeão (21º título) |

## Artilharia
|   |               | Nome                 | Clube             | Gols |
| - | ------------- | -------------------- | ----------------- | ---- |
| 1 | Itália        | Luca Toni            | Bayern München    | 24   |
| 2 | Alemanha      | Mario Gomez          | VfB Stuttgart     | 19   |
| 3 | Alemanha      | Kevin Kurányi        | Schalke 04        | 15   |
| 4 | Croácia       | Ivica Olić           | Hamburger SV      | 14   |
| 4 | Suécia        | Markus Rosenberg     | Werder Bremen     | 14   |
| 5 | Brasil        | Diego                | Werder Bremen     | 13   |
| 5 | Sérvia        | Marko Pantelić       | Hertha BSC        | 13   |
| 5 | Croácia       | Mladen Petrić        | Borussia Dortmund | 13   |
| 5 | Eslováquia    | Stanislav Šesták     | VfL Bochum        | 13   |
| 6 | Países Baixos | Rafael van der Vaart | Hamburger SV      | 12   |

## Jogador do Mês
Fonte: fussballer-des-monats.de - Fußballer des Monats
| Mês       | Player              | Team              |
| --------- | ------------------- | ----------------- |
| Agosto    | Franck Ribéry       | FC Bayern München |
| Setembro  | Diego               | Werder Bremen     |
| Outubro   | Ivica Olić          | Hamburg           |
| Novembro  | Thomas Hitzlsperger | VfB Stuttgart     |
| Dezembro  | Diego               | Werder Bremen     |
| Fevereiro | Joshua Kennedy      | Karlsruher SC     |
| Março     | Mario Gómez         | VfB Stuttgart     |
| Abril     | Kevin Kurányi       | Schalke 04        |
| Maio      | Torsten Frings      | Werder Bremen     |